# Сетевая парадигма
Сетевая парадигма — философская концепция, разработанная британо-американским антропологом, кибернетиком Грегори Бейтсоном. Основу концепции составляет подход к миру как к открытой и децентрализованной системе взаимодействий, обладающей сетью обратных связей. Акцент ставится не на вещах, а на отношениях между ними.
Идея сетевой парадигмы легла в основу теории сетевого общества, нашла отражение в диалогической философии и применяется в широком спектре наук и междисциплинарных исследований.

## Концепция

Грегори Бейтсон

С точки зрения сетевой парадигмы человеческие отношения, всю культуру и общество можно представить в виде системы, пронизанной обратными связями. Такой подход ставит во главу угла отношения между компонентами системы, а не сами компоненты. В системе, как она понимается в данном случае, одни элементы не подчинены другим, а синэргетически взаимодействуют и взаимосвязаны. Более того, эти компоненты системы при ближайшем рассмотрении сами становятся сетями взаимодействий.
Сетевая парадигма Бейтсона спорит с самыми глубинными основаниями европейской трансценденталистской метафизики и соответствующей ей культуре. «Если вы помещаете Бога вовне, ставите его лицом к лицу с его творением и если при этом у вас есть идея, что вы созданы по его образу и подобию, то вы естественно и логично станете видеть себя вне и против окружающих вещей. Если же вы самонадеянно приписываете весь разум самому себе, вы станете видеть окружающий мир как неразумный. Окружающая среда станет казаться предназначенной для эксплуатации».
Обратная связь — одно из ключевых понятий в данной концепции. Сама сеть у Бейтсона понимается как нелокальное многообразие обратных связей, активная система различий, порождающих различия. Система обратной связи предполагает обязательные изменения со стороны других элементов системы в ответ на изменения со стороны кого-то либо элемента. Если эти связи нарушаются, баланс системы нарушается, что вызывает соответствующую реакцию самой системы, которая стремится восстановить баланс.
«Любая адаптивная перемена у любого из участников, не скорректированная переменой у другого, всегда будет вносить напряженность в их отношения», — пишет Бейтсон.
Такие нарушения возникают, по мнению Бейтсона, из-за того, что человеку сложно осознать системный характер всего происходящего, он склонен мыслить фрагментарно ввиду необъятности системы. Отсюда возникает отчуждение себя и любых предметов от системы, выпадение из системы связей. Так, действия, исходящие из концентрации на собственном «я», часто являются дестабилизирующими, асистемными факторами.
Как следствие, система в сетевой парадигме не может иметь какого-либо управляющего центра.
Сетевая парадигма подразумевает возможность существования различных системных уровней, при этом каждый из них имеет самостоятельное значение. Каждая сложная система существует в контексте охватывающей ее более сложной системы, с которой она состоит в коммуникативно-структурном сопряжении. Уровень организации сети, по Бейтсону, определяется интенсивностью обратной связи: чем она интенсивнее, тем ниже уровень организации сети и степень первичности контекста, с которым взаимодействует система.
Разум в сетевой парадигме предстает как системный феномен, который стоит рассматривать не как вещь, а как процесс, как интегрированную сеть. Таким образом разум присущ не столько человеку, сколько системе в целом, а человеческий разум может рассматриваться как подсистема.

## Соотношение с диалогической философией
Сетевая парадигма Бейтсона перекликается в диалогической философией М. Бубера, Ф. Розенцвейга, Г. Марселя и др. Идеи Бейтсона как бы предлагают основу для нее. Общим для двух концепций является основополагающий тезис о первичности отношений и попытка изменить мышление человека.
В то же время отмечается отсутствие или поверхностность системного подхода в трудах диалогистов. Диалогическое мышление как бы замыкается в диалоге, не вписывая его в систему. Этот пробел и заполняется сетевой парадигмой, разработанной в рамках системного подхода.

## Развитие концепции
Сетевую парадигму видят в качестве способа преодоления разобщенности научного знания. Ее применяют и развивают эпистемология, биология, информатика, физика, экономика, социология, психиатрия и психология. Бурный рост количества междисциплинарных исследований естественным образом способствует интеграции знания из различных областей, для чего сетевая парадигма весьма применима.

### В социологии

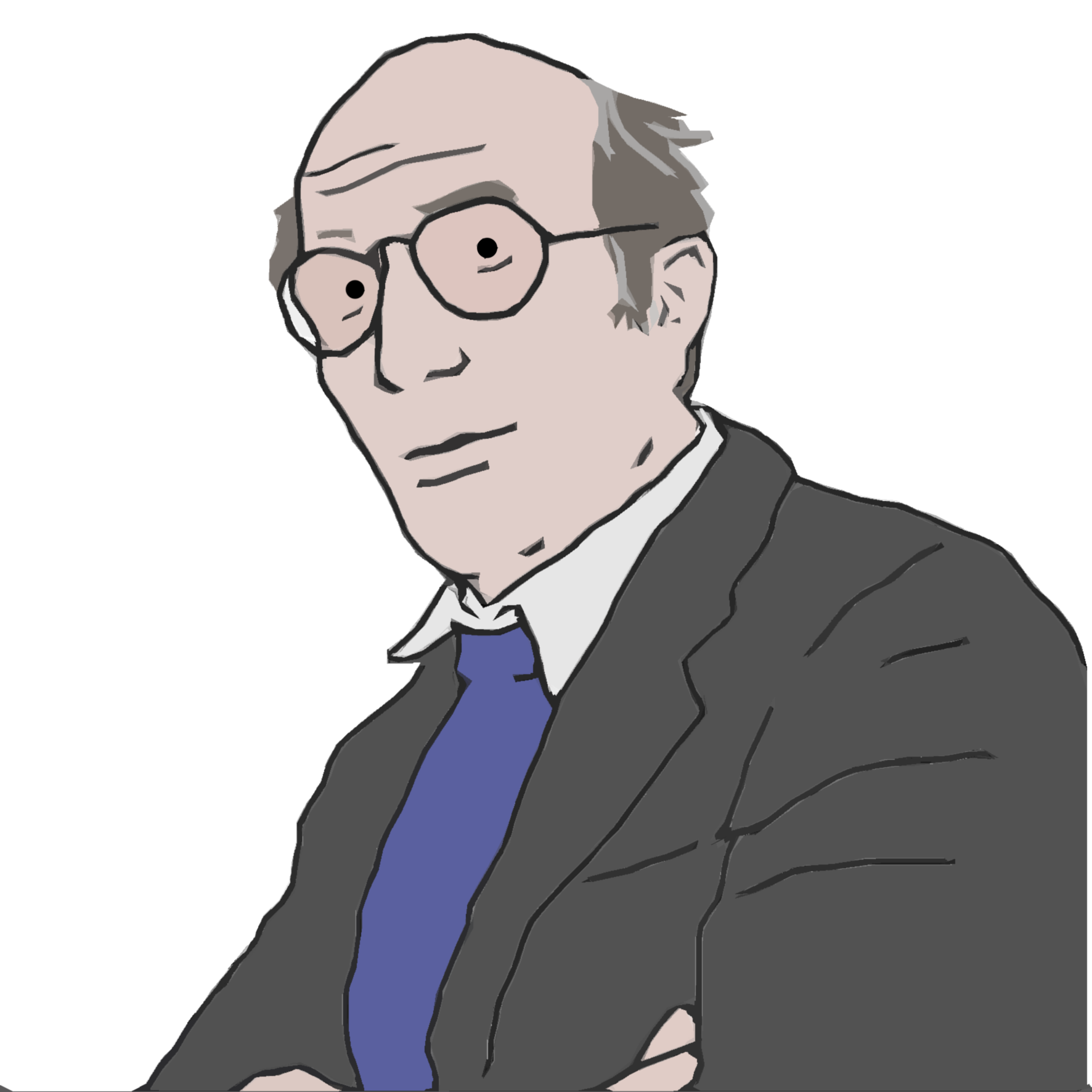
Никлас Луман

В социологии была предпринята попытка описать общество как сетевую социальную систему. Так, Луман определяет общество как «операционно закрытую, самосозидающуюся систему», которая вбирает в себя все остальные системы, то есть все коммуникации.

### В теории коммуникации
Процессы коммуникации могут рассматриваться как социальные процессы сети. Эту мысль содержит высказывание Лумана: «в каждой коммуникации, причем абсолютно независимо от ее конкретной тематики и от пространственной дистанции между участниками, подразумевается мировое общество».
Бейтсон описывает коммуникативную систему как иерархию контекстов или «контексты контекстов». Каждый из них представляет собой замкнутую «сеть цепей прохождения сообщений». Эта замкнутость обеспечивается благодаря сети динамических процессов, действующих внутри данной сети, а также границей сети, которая активно строится и постоянно воссоздается самой сетью.

«Я считаю крайне важным наличие концептуальной схемы, которая будет заставлять нас видеть „сообщение“ (например, произведение искусства) одновременно и как внутренне структурированное, и как являющееся частью большего структурированного мира — культуры или какой-то еще ее части».— 